# Fons Rademakers
Fons Rademakers (Roosendaal, 5 de Setembro de 1920 — Genebra, 22 de Fevereiro de 2007) foi um dos mais importantes realizadores dos Países Baixos, vencedor de um Óscar, para o melhor filme estrangeiro, em 1986.
Fons Rademakers começou a sua carreira como actor, Amesterdão durante a Segunda Guerra Mundial, e só mais tarde começou a realizar filmes. Estudou cinema em Paris e Roma sob os aclamados realizadores Vittorio de Sica e Jean Renoir.
Foi nomeado para o Óscar de Melhor Filme em Língua Estrangeira em 1986, pelo filme De Aanslag, baseado num romance de Harry Mulisch, publicado em 1982, vindo a ganhar a estatueta dourada.
Morreu aos 86 anos, num hospital de Genebra, vitimado por um enfisema pulmonar.

## Filmografia
- Dorp aan de rivier (1958)
- Makkers staakt uw wild geraas (1960)
- Het mes (1961)
- Als twee druppels water (1963)
- De dans van de reiger (1966)
- Mira (1971)
- Because of the cats (1973)
- Max Havelaar (1976)
- Mijn vriend (1979)
- De Aanslag (1986)
- The rose garden (1989)